# Hippotion funebris
Hippotion funebris är en fjärilsart som beskrevs av Gehlen. 1926. Hippotion funebris ingår i släktet Hippotion och familjen svärmare. Inga underarter finns listade i Catalogue of Life.